# Plecotus austriacus
Plecotus austriacus (европски сиви дугоушан)  је врста слепог миша која припада роду Plecotus и фамилији вечерњака (Vespertilionidae). Ова врста слепог миша је у многоме слична врсти P. auritus од које се разликује примарно по боји крзна које је ближе сивој него браон. Као и остале врсте рода Plecotus, ова врста има препознатљиво дугачке уши (до 40 mm) које савија испод крила током хибернације.  Крзно P. austriacus светлије је на вентралној него да дорзалној страни тела. Њушка ове врсте дужа је од њушке P. auritus, а тамне длаке на лицу и око очију ове врсте дају изглед "маске". Канџа и палац ове врсте су кратки, стопало релативно мало и обрасло ретким длакама, пенис је печуркастог облика.

## Распрострањење
Северна граница распрострањења ове врсте је 53° сгш. Покрива ареал од јужне Eнглеске, западно од Белорусије и Украјине. Распрострањена је по Медитерану, на Балеарским острвима, Сардинији, Корзици.  Међутим, на северним обалама Афричког континента, као ни у већем делу Велике Британије (сем крајњег јужног краја острва) и Ирске нема налаза ове врсте. Она не покрива ни југоисточни део Апенинског полуострва, Далмацију, Албанију и јужни део Грчке.
Хибернацијске колоније бележене су и на 1390 m надморске висине, а у Шпанији су бележене од нивоа мора па све до 1500 m надморске висине. 

### Станиште и исхрана
P. austriacus се најчешће налази у пећинама или грађевинама које подсећају на пећине (тунели, старе зграде), поред тога може се запазити и у старим птичијим гнездима и испод камења. Врста је релативно толерантна на хладноћу и често хибернира близу улаза у пећине. Поред пећина јединке у хибернацији налажене су и у подрумима, рудницима и на таванима. Већина склоништа P. austriacus налази се изнад 550 m надморске висине, међутим у Бугарској је бележена и на нижим надморским висинама. У Хрватској, Панонској низији и субпанонским брдима P. austriacus је доминантна врста дугоушана.  
У централној Европи лови на долинама, њивама, при насељима и баштама, воћњацима и живицама. У јужној Европи чешће лови изнад отворених и полуотворених станишта.

## Фактори угрожавања
Водећи фактори угрожавања ове врсте су губитак станишта као и тровање хемикалијама које се користе за третирање старих стабала.  Поред овога ову врсту угрожава и интезивна пољопривреда која са собом доноси и повећано коришћење пестицида.  Препоручене мере заштите су мониторинг популација, познатих склоништа и околних ловних територија, очување линеарних елемената пејзажа (живица) између пољопривредних земљишта и смањена употреба пестицида. 

### Законска заштита
Врста се налази на листи EUROBATS споразума, поред тога је у окиру Бонске конвенције смештена у Додатак II. По Правилнику о проглашењу и заштити строго заштићених и заштићених дивљих врста биљака, животиња и гљива ("Службени гласник РС", бр. 5/2010, 47/2011, 32/2016 и 98/2016) ова врста спада у строго заштићене врсте (Прилог I). У оквиру Бернске конвенције је сврстана у Додатак II– строго заштићене дивље врсте, а у оквиру ЕУ директиве о стаништима и врстама у Додатак IV.
1. ↑  Gazaryan, S.; Godlevska, L. (2021). „Plecotus austriacus”. Црвени списак угрожених врста IUCN. IUCN. 2021: e.T85533333A195862345. doi:10.2305/IUCN.UK.2021-1.RLTS.T85533333A195862345.en . Приступљено 18. 4. 2021.
2. 1 2  Boji, Renee. „Plecotus austriacus (gray big-eared bat)”. Animal Diversity Web (на језику: енглески). Приступљено 2022-05-21.
3. 1 2 3 4 5  Пауновић, Милан, (Mammalogist). Фауна слепих мишева (Маммалиа, Цхироптера) Србије : примљено на VI скупу Одељења хемијских и биолошких наука, одржаном 15. јуна 2018. године. ISBN 978-86-7025-887-7. OCLC 1269000355.
4. 1 2  „Plecotus austriacus | UNEP/EUROBATS”. www.eurobats.org. Архивирано из оригинала 13. 07. 2022. г. Приступљено 2022-05-21.
5. 1 2 3 4 5  Paunović, Milan M. "Rasprostranjenje, ekologija i centri diverziteta slepih miševa (Mammalia, Chiroptera) u Srbiji." Универзитет у Београду (2016).
6. ↑  „Строго заштићене дивље врсте”. Завод за заштиту природе Србије.